# Bistum Jamshedpur
Das Bistum Jamshedpur (lat.: Dioecesis Iamshedpurensis) ist eine römisch-katholische Diözese in Indien mit Sitz in Jamshedpur, Jharkhand.
Das Bistum Jamshedpur wurde am 2. Juli 1962 aus dem Erzbistum Kalkutta heraus gegründet. Es ist ein Suffraganbistum des Erzbistums Ranchi. Das Bistum wird verwaltet von der Gesellschaft Jesu.

## Ordinarien
- Lawrence Trevor Picachy SJ (1962–1969), dann Erzbischof von Kalkutta und Kardinal
  - Lawrence Trevor Picachy SJ, Administrator (1969–1970)
- Joseph Robert Rodericks SJ (1970–1996)
- Felix Toppo SJ (1997–2018)
- Telesphore Bilung SVD (seit 2021)